# Préordre de spécialisation
Sur un espace topologique {\displaystyle X}, on peut construire un préordre {\displaystyle \preceq } appelé préordre de spécialisation et défini ainsi : pour {\displaystyle x} et {\displaystyle y} dans {\displaystyle X},
{\displaystyle x\preceq y\quad {\text{si}}\quad x\in {\overline {\{y\}}}}.
(où {\displaystyle {\overline {\;{\vphantom {?}}\cdot \;}}} dénote l'adhérence d'un ensemble).
La justification que cette relation binaire est bien un préordre est donnée plus bas.
C'est une notion utile dans l'étude des axiomes de séparation, typiquement pour les espaces T0. Mais notons que pour un espace T1, cette notion perd son intérêt : la relation en question n'est alors autre que la relation d'égalité...

## Autre définition
La relation binaire de l'énoncé est équivalente à celle-ci :
{\displaystyle \forall x,y\in X,\quad \left(x\preceq y\iff {\overline {\{x\}}}\subset {\overline {\{y\}}}\right)}
Cette caractérisation entraîne immédiatement que la relation {\displaystyle \preceq } est un préordre (c'est-à-dire qu'elle est réflexive et transitive).